# 2
El año 2 (II) fue un año común comenzado en domingo o en lunes (las fuentes difieren) según el calendario juliano, en vigor en aquella fecha, y un año común comenzado en domingo del calendario juliano proléptico.  En el Imperio romano, era conocido como el Año del consulado de Vinicio y Varo (o menos frecuentemente, año 755 Ab urbe condita). La denominación 2 para este año ha sido usado desde principios del período medieval, cuando la era A. D. se convirtió en el método prevalente en Europa para nombrar a los años.

## Acontecimientos

### África
- Juba II de Mauritania actúa como asesor militar de Cayo César en Armenia. Es durante este período que conoce a Glaphyra, princesa de Capadocia y exesposa de Alejandro de Judea, hermano de Herodes Arquelao, etnarca de Judea; y se enamora de ella.

### Asia
- Wang Mang comienza su período de grandeza personal, restaurando antiguos títulos nobiliarios e introduciendo un sistema de pensiones para los militares retirados. Las restricciones que sucedieron fueron impuestas por la madre y consorte del Emperador, Wei, y miembros del clan Wei.
- Concluye el primer censo en China, luego de haberse iniciado el año anterior: los números finales indican que existían cerca de 60 millones de habitantes (59,594,978 personas distribuidas en poco más de 12 millones de hogares). Este censo es uno de los más exactos que sobreviven en la historia china.[1]
- El censo chino muestra también que existía cerca del millón de personas en Vietnam.

### Europa
- Cedeides se convierte en el Aqueronte de Atenas.
- Utilizando apoyo militar romano, Artavasdes III, hijo de Ariobarzanes II, rey de Atropatene, se convierte en rey de Armenia; Cayo César es seriamente herido al intentar suprimir una revuelta en contra de la imposición romana de Ariobarzanes II.

### Imperio Romano
- Luego de la muerte de Lucio César, Livia Drusilla persuade a Augusto a que permita el regreso de su hijo Tiberio a Roma, como ciudadano privado, después de seis años de destierro en Rodas.
- Cayo César se reúne con Fraates V, rey de los Partos en el Éufrates. Luego de invadirla, Cayo César pacifica a los Partos y estos reconocen la soberanía de Roma sobre Armenia.
- Augusto es hecho Padre de la patria por el Senado romano.
- Son electos, en Roma, Publio Afranio Varo y Publio Vinicio como cónsules.
- Promulgación de la lex Fufia Caninia, (Ley Fufia Caninia) que prohibió manumitir testadamente más de un cierto porcentaje de esclavos de un dueño. En cualquier caso no podían sobrepasar los 100.

## Arte y literatura
- Ovidio escribe un poema didáctico: Los remedios al amor.

## Nacimientos
- Apolonio de Tiana, filósofo de la antigüedad.
- Deng Yu, general y estadista de la Dinastía Han.

## Fallecimientos
- Lucio César, hijo natural de Marco Vipsanio Agripa. Nieto e hijo adoptivo de César Augusto.
- Fraates IV de Partia, rey de los partos.